# 10573 Piani
10573 Piani è un asteroide della fascia principale. Scoperto nel 1994, presenta un'orbita caratterizzata da un semiasse maggiore pari a 2,4464350 UA e da un'eccentricità di 0,1591504, inclinata di 14,84055° rispetto all'eclittica.